# Helius (Helius) ctenonycha
Helius (Helius) ctenonycha is een tweevleugelige uit de familie steltmuggen (Limoniidae). De soort komt voor in het Oriëntaals gebied.